# Хасан из Кудали
Хасан из Кудали (авар. Кудалиса Хӏасан; 1718, Кудали, Андалал — 1795, Медина, Хабеш) — знаток арабской литературы, риторики, логики, мастер стиха, кадий, преподаватель медресе, ученый муж своего времени, специалист в области астрономии, автор научных работ по истории, арабской поэзии, грамматике, аджаму. Учитель шейха Магомеда Ярагского, Дибир-кади из Хунзаха (который впоследствии стал кадием Аварского ханства) и многих других дагестанских богословов, ученых и алимов. Также он основал медресе в своем родном селе Кудали, которая функционирует по сей день.

## Биография
Хасан-старший родился около 1718 года. Отца его звали Мухаммад, сын Али. Арабской грамматике Хасан учился у отца, затем стал ходить в медресе при мечети. Видя его желание учиться и способности, отец отправил Хасана в село Обода, где находилось известное во всем Дагестане медресе Шабана-кади. Более 10 лет проучился Хасан у Шабана-кади. Затем несколько лет провёл в Персии, где усовершенствовал знания по некоторым дисциплинам. В Обода с ним учились Мусалав из Кудутля, Салман из Тлоха и другие ученые, впоследствии давшие сильнейший толчок развитию Ислама в Дагестане[значимость факта?]
Становление Хасана как широко образованного человека начиналось с того, что он учился у выдающихся ученых-односельчан того времени — Хаджи-Мухаммада, Салмана ал-Кудали (ум.1733 г.), его сына Мухаммада б. Салмана (авторитетного правоведа, автора фетвы «О дозволенности и необходимости борьбы горцев против войск Надир-шаха») (Гизбулаев М. А., 2005. С. 13) и др.